# سبد ذو اللون البني المحمر
السبد ذو اللون البني المحمر، نوع من الطيور من فصيلة السبد يعيش في قارة أمريكا الجنوبية وتحديدا في الأرجنتين وبوليفيا والبرازيل وكولومبيا وكوستاريكا والإكوادور وغويانا الفرنسية وغيانا وبنما وباراغواي وبيرو وسانت لوسيا وسورينام وترينيداد وتوباغو وفنزويلا.
موائلها الطبيعية هي الغابات الجافة شبه الاستوائية أو الاستوائية، والغابات الرطبة شبه الاستوائية أو الاستوائية الرطبة.

## التصنيف
تم تصنيف هذا الطائر ووصفه من قبل المؤرخ الطبيعي الفرنسي جورج دي بوفون عام 1780 في كتابه «التاريخ الطبيعي للطيور» (بالفرنسية: Histoire Naturelle des Oiseaux) ورسم هذا الطائر في لوحة ملونة محفورة باليد من قبل عالم الطبيعة الفرنسي فرانسوا نيكولاس مارتينيت في كتابه «لوحات التاريخ الطبيعي المضيئة». لم يحتوي عنوان اللوحة على اسم علمي، وفي عام 1783 صاغ عالم الطبيعة الهولندي بيتر بودرت الاسم العلمي" Caprimulgas rufus". ولاحقا قام عالم الطبيعة الفرنسي تشارلز بونابرت بتصنيف هذا الطائر في جنس طيور السبد في عام 1838.
يتكون اسمه من الكلمة اليونانية القديمة (antron) والتي تعني «الكهف» وكلمة (stoma) التي تعني «الفم» وهي تعني باللاتينية مجتمعة «المحمر».